# المجلس الملي العام
المجلس الملي العام للاقباط الأرثوذكس يقوم الاقباط الأرثوذكس في مصر بانتخاب أعضاء المجلس الملى ويختص المجلس الملى بالنواحى الإدارية وغير الدينية في حياة الكنيسة
في فبراير 1874 م كان بطرس باشا غالى في ذلك الوقت هو أبرز أبناء طائفته، إذ كان وكيلاً لأحدى الوزارات، كما كان على صلة طيبه بـالخديوي إسماعيل ورجال حاشيته، وتبنى بطرس غالى باشا فكرة المجلس الملى، واستصدر بالفعل أمراً عالياً من الخديوي إسماعيل بتشكيل أول مجلس ملى للأقباط وكان ذلك في فبراير 1874 م وأنيط بالمجلس الجديد أن يحدد اختصاته، وأن يضع لنفسه لائحة داخلية.
صدر الأمر العالى من الخديوي توفيق بلائحة المجلس الملى للمرة الأولى في يناير 1874 م

## وكيل المجلس الملي
وكيل المجلس الملي العام للاقباط الأرثوذكس حاليا هو الدكتور ثروت باسيلي.
كان يشغل هذا الموقع من قبل فطاحل الاقباط من امثال بطرس باشا غالى، حبيب بك المصري والد المؤرخة القبطية إيريس حبيب المصري 
, الدكتور إبراهيم فهمي المنياوي باشا ونقيب المحامين كامل يوسف صالح والمستشار اسكندر حنا دميان 

## عزل البابا يوساب الثاني من منصبه
بالرغم من ورع البابا يوساب الثاني إلا إنه كان ضعيف الشخصية ولم يستطع أن يوقف نفوذ سكرتيره الخاص الذي كان الأموال من بيع الرتب الكنسية لغير المستحقين، وهي جريمة خطيرة تسمى بـ«السيمونية» (نسية إلى سيمون الساحر الذي أراد شراء مواهب الروح القدس بالمال، والقصة مذكورة في سفر أعمال الرسل).
ونتيجة لذلك الفساد الذي انتشر في جسد الكنيسة، جرت عدة محاولات لتصحيح هذا الوضع وعزل سكرتير البابا. حتى إن الجماعة الأمة القبطية [Egyptian Arabic] قامت بخطف البابا من مقره واجباره على التوقيع على مطالبهم الاصلاحية! ولكنها كانت خطوة لم تحظ بأي قبول في الأوساط القبطية وباءت بالفشل سريعاً.
هنا لمشاهدة اعادة بطريرك الاقباط إلى منصبة المجلس الملي العام  على فيسبوك.
هنا لمشاهدة شبان يختطفون بطريرك الاقباط ويرغموة بالتهديد بالسلاح على التنازل عن كرسية المجلس الملي العام  على فيسبوك.
هنا لمشاهدة عودة بطريرك الاقباط إلى البطريركية امس - البوليس يعتقل 26 شابا من جماعة الامة القبطية المنحلة المجلس الملي العام  على فيسبوك.
1956 اتفق أعضاء المجمع المقدس والمجلس الملي العام -ولأول مرة في التاريخ القبطي- على تعيين لجنة أسقفية للقيام بأعمال البابا بدلاً منه.
وتشكيل اللجنة من اصحاب النيافة: الأنبا أغابيوس مطران ديروط وقسقام، الأنبا ميخائيل مطران اسيوط، الأنبا بنيامين مطران المنوفية

## مواضيع مرتبطة
- كنيسة قبطية أرثوذكسية
- المجمع المقدس للكنيسة القبطية الأرثوذكسية
- المتحف القبطى
- معهد الدراسات القبطية
- تاريخ مصر المسيحية
- بابا الإسكندرية